# Saison 3 de Brooklyn Nine-Nine
Chronologie
Saison 2 Saison 4
Cet article présente les épisodes de la troisième saison de la série télévisée américaine Brooklyn Nine-Nine.

## Généralités
- Au Canada, la saison a été diffusée en simultanée sur Citytv.
- En France, elle a été diffusée en version sous-titrée, le lendemain de la diffusion américaine[1].

## Synopsis
Madeline Wuntch a réussi à muter le capitaine Holt dans un autre service et lui a fait quitter la brigade. Les remplaçants successifs du capitaine font rapidement regretter au groupe son départ...

## Distribution

### Acteurs principaux
- Andy Samberg (VF : Emmanuel Garijo) : le lieutenant Jake Peralta
- Andre Braugher (VF : Thierry Desroses) : le capitaine Ray Holt
- Terry Crews (VF : Gilles Morvan) : le lieutenant-chef Terry Jeffords
- Melissa Fumero (VF : Hélène Bizot) : le lieutenant Amy Santiago
- Joe Lo Truglio (VF : Marc Perez) : le lieutenant Charles Boyle
- Stephanie Beatriz (VF : Ingrid Donnadieu) : le lieutenant Rosa Diaz
- Chelsea Peretti (VF : Patricia Piazza) : Gina Linetti
- Dirk Blocker (VF : Jean-François Aupied) : le lieutenant Hitchcock
- Joel McKinnon Miller (VF : Thierry Murzeau) : Lieutenant Scully

### Acteurs invités
- Kyra Sedgwick (VF : Élisabeth Fargeot) : la chef-adjointe Madeline Wuntch (épisodes 1 et 4)
- Dean Winters (VF : Jean-Louis Faure) : le lieutenant Warren Pembroke dit « Le Vautour » (épisodes 1, 2, 4 et 10)
- Bill Hader (VF : Stéphane Ronchewski) : le capitaine Seth Dozerman[2] (épisode 1)
- Archie Panjabi : le lieutenant Singh[3] (épisode 2)
- Mary Lynn Rajskub (VF : Patricia Marmoras) : Genevieve, directrice d'une galerie d'art[4] (épisodes 3, 11 et 22)
- Nick Cannon (VF : Jean-Baptiste Anoumon) : Marcus, le neveu du capitaine Holt (épisode 6)
- Matt Walsh (VF : Michel Voletti) : le lieutenant Lohank[5] (épisode 6)
- Adrian Moreira-Behrens (VF : Hervé Grull) : Sam Molane (épisode 7)
- Nick Offerman (VF : Bernard Métraux) : Frederick, un ex compagnon de Holt[6] (épisode 8)
- Marc Evan Jackson (VF : Renaud Marx) : Kevin Cozner, le mari du capitaine Holt (épisode 9)
- Kathryn Hahn (VF : Laura Blanc) : Eleanor[7] (épisode 11)
- Oscar Nuñez : Dr Porp[8] (épisode 12)
- Craig Robinson (VF : Pascal Vilmen) : Doug Judy, le voleur de Pontiac[8] (épisode 13)
- Niecy Nash : Debbie[9] (épisode 13)
- Katey Sagal (VF : Martine Meirhaeghe) : Karen Peralta, la mère de Jake[10] (épisode 14)
- Bradley Whitford (VF : Daniel Lafourcade) : Roger Peralta, le père de Jake (épisode 14)
- Damon Wayans Jr. (VF : Julien Chatelet) : Stevie Schillens, l'ancien partenaire de Jake (épisode 15)
- Jason Mantzoukas (VF : Laurent Morteau) : Adrian Pimento[11] (épisodes 17 à 23)
- Dennis Haysbert (VF : Paul Borne) : l'agent du FBI Bob Annderson[12] (épisodes 22 et 23)

## Épisodes

### Épisode 1:Le nouveau capitaine
- États-Unis /  Canada : 27 septembre 2015 sur FOX[13] / Citytv[14]
- France : 4 juillet 2016 sur Canal+ Séries

- États-Unis : 2,87 millions de téléspectateurs[15] (première diffusion)

- Bill Hader (Captain Seth Dozerman)
- Kyra Sedgwick (Madeline Wuntch)

### Épisode 2:L'enterrement
- États-Unis /  Canada : 4 octobre 2015 sur FOX / Citytv
- France : 4 juillet 2016 sur Canal+ Séries

- États-Unis : 4,1 millions de téléspectateurs[16] (première diffusion)

Archie Panjabi (Lieutenant Singh)

### Épisode 3:L'intuition de Boyle
- États-Unis /  Canada : 11 octobre 2015 sur FOX / Citytv
- France : 4 juillet 2016 sur Canal+ Séries

- États-Unis : 2,75 millions de téléspectateurs[17] (première diffusion)

Mary Lynn Rajskub (Genevieve Mirren-Carter)
Au tribunal, Charles Boyle fait la connaissance de Geneviève Mirren-Carter, une artiste peintre avec qui il se découvre de nombreux points communs, en tombe amoureux et réciproquement. Malheureusement, la jeune femme est condamnée à 10 ans de prison pour fraude à l'assurance. Persuadé de son innocence, il décide d'enquêter sur cette affaire avec l'aide de Jake Peralta. Pendant ce temps, Rosa Diaz et Terry Jeffords soupçonnent Hitchcock et Scully d'avoir mangé la glace de la première, ce que ces derniers démentent. Pour redorer l'image de la police de la ville, Raymond Holt, directeur du service des relations publiques, sollicite l'aide d'Amy Santiago et lui propose d'être le visage de la campagne publicitaire, ce que Gina Linetti désapprouve totalement. 

### Épisode 4:Le tueur au sachet de thé
- États-Unis /  Canada : 18 octobre 2015 sur FOX / Citytv
- France : 4 juillet 2016 sur Canal+ Séries

- États-Unis : 2,57 millions de téléspectateurs[18] (première diffusion)

Dean Winters (capitaine Warren Pembroke)

### Épisode 5:Halloween
- États-Unis /  Canada : 25 octobre 2015 sur FOX / Citytv
- France : 4 juillet 2016 sur Canal+ Séries

- États-Unis : 4,38 millions de téléspectateurs[19] (première diffusion)

Josh Casaubon (arz) ("Nadia")

### Épisode 6:Classe verte
- États-Unis /  Canada : 8 novembre 2015 sur FOX / Citytv
- France : 11 juillet 2016 sur Canal+ Séries

- États-Unis : 2,65 millions de téléspectateurs[20] (première diffusion)

Nick Cannon (Marcus)

### Épisode 7:Le matelas
- États-Unis /  Canada : 15 novembre 2015 sur FOX / Citytv
- France : 11 juillet 2016 sur Canal+ Séries

- États-Unis : 2,69 millions de téléspectateurs[21] (première diffusion)

### Épisode 8:Ava
- États-Unis /  Canada : 22 novembre 2015 sur FOX / Citytv
- France : 11 juillet 2016 sur Canal+ Séries

- États-Unis : 3,88 millions de téléspectateurs[22] (première diffusion)

Nick Offerman (Frederick)

### Épisode 9:Les suédois
- États-Unis /  Canada : 6 décembre 2015 sur FOX / Citytv
- France : 11 juillet 2016 sur Canal+ Séries

- États-Unis : 3,95 millions de téléspectateurs[23] (première diffusion)

- Neil deGrasse Tyson (lui-même)
- Anders Holm (Soren)
- Riki Lindhome (Agneta)

### Épisode 10:Yippie Kayak
- États-Unis /  Canada : 13 décembre 2015 sur FOX / Citytv
- France : 11 juillet 2016 sur Canal+ Séries

- États-Unis : 3,82 millions de téléspectateurs[24] (première diffusion)

- Dean Winters (Le Vautour)
- Merrin Dungey (Sharon Jeffords)
- Jamal Duff (Zeke)

### Épisode 11:Prise d'otage
- États-Unis /  Canada : 5 janvier 2016 sur FOX[25] / Citytv
- France : 18 juillet 2016 sur Canal+ Séries

- États-Unis : 2,73 millions de téléspectateurs[26] (première diffusion)

- Kathryn Hahn (Eleanor)
- Mary Lynn Rajskub (Genevieve)

### Épisode 12:Neuf jours
- États-Unis /  Canada : 19 janvier 2016 sur FOX / Citytv
- France : 18 juillet 2016 sur Canal+ Séries

- États-Unis : 2,37 millions de téléspectateurs[27] (première diffusion)

### Épisode 13:La croisière
- États-Unis /  Canada : 26 janvier 2016 sur FOX / Citytv
- France : 18 juillet 2016 sur Canal+ Séries

- États-Unis : 2,38 millions de téléspectateurs[28] (première diffusion)

Niecy Nash (Debbie)

### Épisode 14:Karen Peralta
- États-Unis /  Canada : 2 février 2016 sur FOX / Citytv
- France : 18 juillet 2016 sur Canal+ Séries

- États-Unis : 2,24 millions de téléspectateurs[29] (première diffusion)

- Katey Sagal (Karen Peralta)
- Bradley Whitford (Roger Peralta)

### Épisode 15:Commissariat d'accueil
- États-Unis /  Canada : 9 février 2016 sur FOX / Citytv
- France : 18 juillet 2016 sur Canal+ Séries

- États-Unis : 2,28 millions de téléspectateurs[30] (première diffusion)

Damon Wayans Jr. (Stevie Schillens)

### Épisode 16:Rats de bureau
- États-Unis /  Canada : 16 février 2016 sur FOX / Citytv
- France : 25 juillet 2016 sur Canal+ Séries

- États-Unis : 2,18 millions de téléspectateurs[31] (première diffusion)

### Épisode 17:Adrian Pimento
- États-Unis /  Canada : 23 février 2016 sur FOX / Citytv
- France : 25 juillet 2016 sur Canal+ Séries

- États-Unis : 2,13 millions de téléspectateurs[32] (première diffusion)

- Jason Mantzoukas (Adrian Pimento)
- Kate Flannery ("Mean" Marge Bronigan)

### Épisode 18:Cheddar
- États-Unis /  Canada : 1er mars 2016 sur FOX / Citytv
- France : 25 juillet 2016 sur Canal+ Séries

- États-Unis : 1,85 million de téléspectateurs[33] (première diffusion)

Jason Mantzoukas (Adrian Pimento)

### Épisode 19:Les chatons de Terry
- États-Unis /  Canada : 15 mars 2016 sur FOX / Citytv
- France : 25 juillet 2016 sur Canal+ Séries

- États-Unis : 1,95 million de téléspectateurs[34] (première diffusion)

Jason Mantzoukas (Adrian Pimento)

### Épisode 20:Paranoïa
- États-Unis /  Canada : 29 mars 2016 sur FOX / Citytv
- France : 2 août 2016 sur Canal+ Séries

- États-Unis : 2,02 millions de téléspectateurs[35] (première diffusion)

Jason Mantzoukas (Adrian Pimento)

### Épisode 21:Sous les verrous
- États-Unis /  Canada : 5 avril 2016 sur FOX / Citytv
- France : 2 août 2016 sur Canal+ Séries

- États-Unis : 2,07 millions de téléspectateurs [36] (première diffusion)

Aida Turturro (Maura Figgis)

### Épisode 22:Le casse du FBI
- États-Unis /  Canada : 12 avril 2016 sur FOX / Citytv
- France : 2 août 2016 sur Canal+ Séries

- États-Unis : 2,07 millions de téléspectateurs[37] (première diffusion)

- Dennis Haysbert (Special Agent Bob Annderson)
- Mary Lynn Rajskub (Genevieve Mirren-Carter)
- Aida Turturro (Maura Figgis)

### Épisode 23:Greg et Larry
- États-Unis /  Canada : 19 avril 2016 sur FOX / Citytv
- France : 2 août 2016 sur Canal+ Séries

- États-Unis : 2,02 millions de téléspectateurs[38] (première diffusion)

- Dennis Haysbert (Special Agent Bob Annderson)
- Jason Mantzoukas (Adrian Pimento)

## Musiques
- Épisode 7 (Le matelas) :

Get Low - Ying Yang Twins & Lil Jon